# Parikkala
Parikkala es un municipio de Finlandia localizado en la región de Karelia del Sur. Tiene una población de 5.330 habitantes (2015) y cubre una área de 760,71 km² (167,78 km² corresponden a agua). La densidad de población es 8,99 habitantes por km².
Tiene por lengua oficial el finlandés.

## Historia
Parikkala se localiza en las cercanías del lago Simpele y tiene un paisaje con muchos cerros . En Parikkala se han encontrado asentamientos y artefactos de la Edad de Piedra y Edad de Bronce. Un asentamiento permanente fue establecido alrededor del siglo XV. Ha tenido varios cambios territoriales entre el lapso de tiempo comprendido entre el Tratado de Nöteborg (1323) y los tratados de paz firmados en 1947 con la Unión Soviética. Después de la Segunda Guerra Mundial, 1/3 (199.3 km²) del territorio de Parikkala fue entregado a la Unión Soviética. En el año 2004 los municipios de Parikkala, Saari y Uukuniemi se fusionaron para formar el municipio de Parikkala actual.

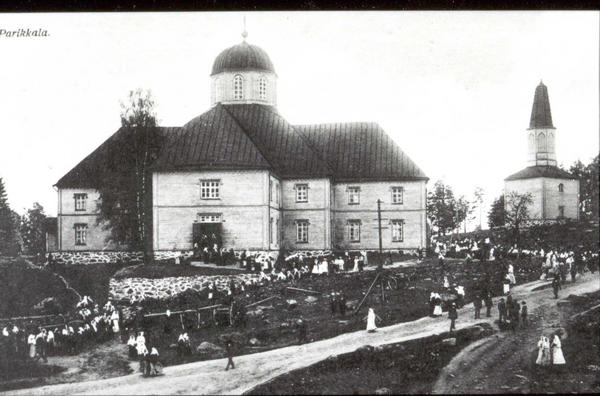
Iglesia Luterana a principios del.

## Educación
La escuela local, una de las primeras escuelas rurales de Karelia, fue fundada 1907. En 1910 se amplió y más tarde se construyó un gimnasio, hall y cocina. Un piano se instaló en el hall y artistas finlandeses como Toivo Kuula y Oskar Merikanto realizaron conciertos allí. La escuela secundaria fue construida en 1940 y los primeros graduados salieron en 1943.

## Rutas
Parikkala se ubica en la línea de ferrocarril de Helsinki a Joensuu. Una estación de ferrocarril está emplazada en el centro de la ciudad. El viaje dura unas tres horas y media desde Helsinki y todos los trenes de pasajeros se detienen en Parikkala. La ciudad de Imatra está aproximadamente a 60 km al sur de Parikkala.

## Galería

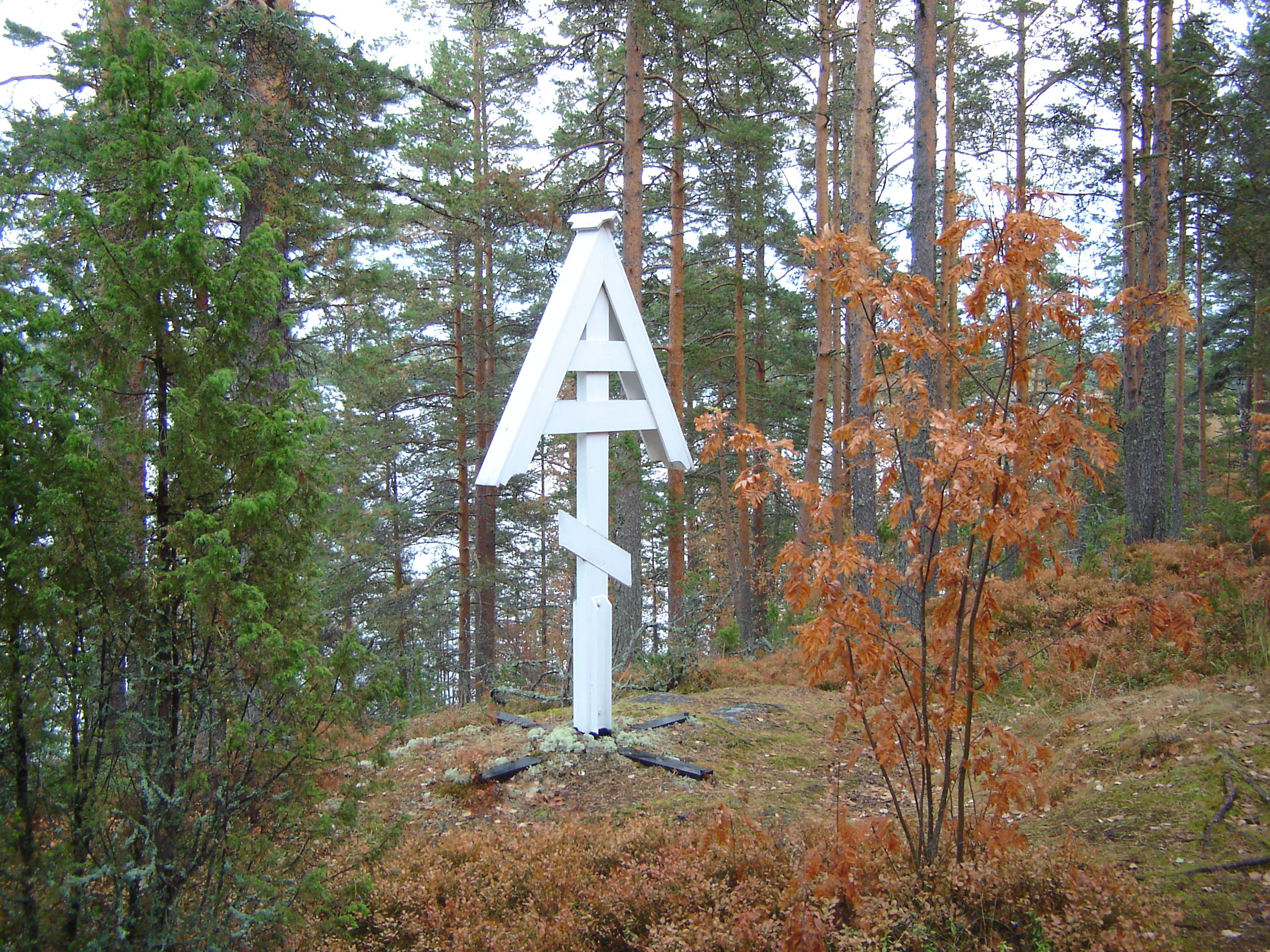
Cruz ortodoxa.
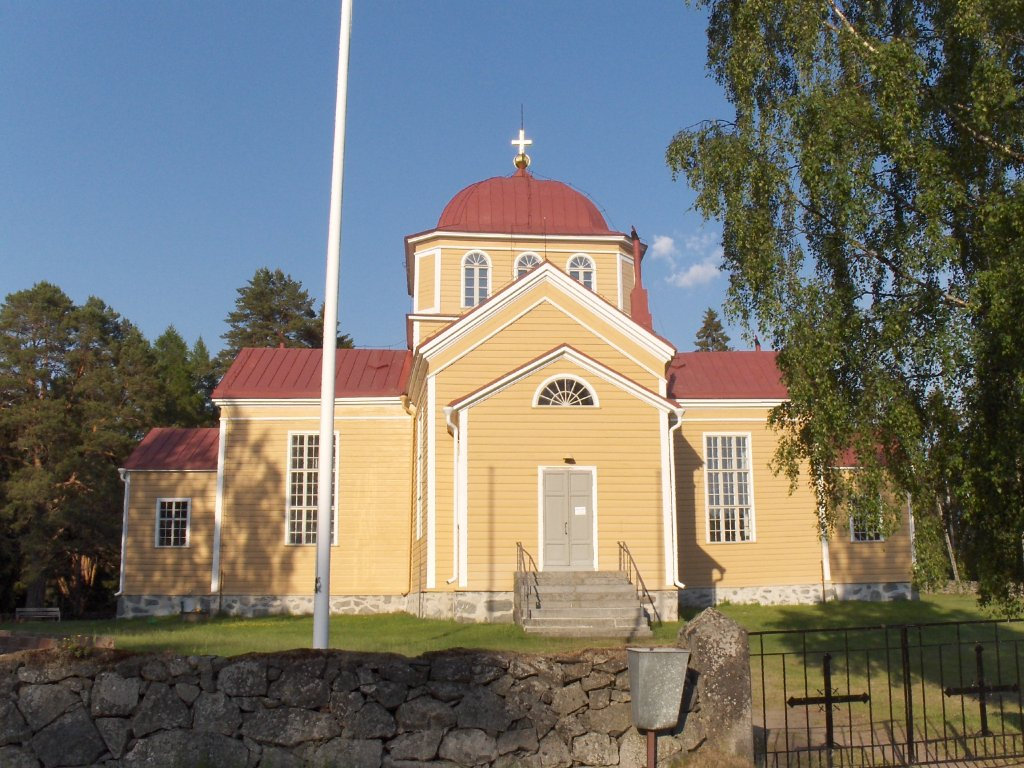
Iglesia Luterana.
Antiguo escudo de Parikkala